# Barão de Famalicão
Barão de Famalicão é um título nobiliárquico criado por D. Carlos I de Portugal, por Decreto de 24 de Agosto de 1905, em favor de Manuel Ferreira da Costa e Sousa.
Titulares
1. Manuel Ferreira da Costa e Sousa, 1.º Barão de Famalicão.